# Широкино
Широ́кино (укр. Широкине) — село в Сартанской поселковой общине Мариупольского района Донецкой области Украины.

## Общие сведения
В связи с военными действиями 2014—2015 годов (см. Война на востоке Украины), административно-территориальная принадлежность села постоянно менялась: до 11 декабря 2014 года оно входило в Новоазовский район, затем власти Украины передали его в состав Широкинского сельского совета Волновахского района Донецкой области. До июля 2015 года село фактически контролировала непризнанная Донецкая Народная Республика.
В ходе выполнения Второго Минского соглашения в июле 2015 года село фактически стало нейтральной зоной, в которой отсутствуют вооружённые формирования противоборствующих сторон.

## География
Село расположено на левом берегу Широкинской балки на северном берегу Азовского моря. Село находится между Мариуполем и Новоазовском.

## Население
- 1873 — 526 чел.
- 1901 — 539 чел. (перепись), все православные
- 1970 — 1 312 чел.
- 1976 — 1 347 чел.
- 2001 — 1 411 чел. (перепись)
- 2019 — 0 чел[3].

## История
В советский период в Широкине располагался колхоз «Имени 21-го съезда КПСС».

### Война на востоке Украины
В 2014 году село было переподчинено Волновахскому району по инициативе Верховной Рады Украины.
До середины февраля 2015 года, пока основные боевые действия велись в районе Донецкого аэропорта, Горловки и Дебальцево, село Широкино оставалось нейтральной зоной на линии разграничения войск ДНР и украинской армии. Ситуация коренным образом изменилась после того, как в западной части села Широкино на высоте горы Шпиль в детском оздоровительном лагере «Маяк» занял позицию полк «Азов». В результате заключения второго Минского соглашения последовало относительное затишье на тех участках фронта, которые до этого считались наиболее опасными, и началось обострение ситуации в Широкино.
В феврале-марте 2015 года в Широкино между вооружёнными силами ДНР и ВСУ шли масштабные бои. Восточная часть села была занята ДНР, а западная — ВСУ.
По состоянию на середину апреля 2015 года в Широкино оставалось 40 жителей.
1 июля 2015 года представители ДНР заявили, что в одностороннем порядке объявляют Широкино демилитаризованной зоной, а на следующий день вывели из села свои подразделения, призвав ВСУ сделать то же самое.
2 июля 2015 года ВС Украины установили полный контроль над селом, так как правительство самопровозглашённой ДНР объявило село демилитаризованной зоной, после чего вывело оттуда свои подразделения.
Миссия ОБСЕ заявила, что в Широкино 80 % домов разрушено, а представитель ДНР Эдуард Басурин отметил, что в Широкино не осталось людей.
В августе 2015 года бои в Широкино возобновлялись.
Председатель Донецкой областной военно-гражданской администрации Павел Жебровский в сентябре 2015 года заявил, что Широкино восстановлению не подлежит.

## Достопримечательности
Одно из местных памятных мест — гора Шпиль, вблизи которой отдыхал Александр Пушкин по пути в ссылку, вдохновившая поэта на написание многих произведений.
В Широкино установлены два памятника работы скульптора-монументалиста Николая Васильевича Ясиненко: памятник рыбаку и монумент погибшим в Великой Отечественной войне.

## В Широкино родились
- Ясиненко, Николай Васильевич — народный художник Украины. В школе села Широкино открыт музей Николая Ясиненко. Именем Ясиненко названа Широкинская школа[15][16].
- Белинский, Дмитрий Геннадьевич — заслуженный артист Российской Федерации, президент Российского Клуба музыкантов-народников [17].